# Comuna Sokolîșce, Stara Vîjivka
Sokolîșce (în ucraineană Соколище) este o comună în raionul Stara Vîjivka, regiunea Volînia, Ucraina, formată din satele Mîlți, Pidsînivka, Șkrobî și Sokolîșce (reședința).

## Demografie
Componența lingvistică a satului Sokolîșce
     Ucraineană (98,81%)
     Alte limbi (1,07%)
Conform recensământului din 2001, majoritatea populației satului Sokolîșce era vorbitoare de ucraineană (98,81%), existând în minoritate și vorbitori de alte limbi.